# 와쿠이 에미
와쿠이 에미(和久井 映見, 1970년 12월 8일 ~)는 일본의 배우이자 전직 가수이다. 본명은 와쿠이 료코(和久井 良子)이며, 가나가와현 요코하마시 미도리구 (현: 아오바구) 출신이다. 소속사는 알파 에이전시이다.

## 내력
고등학교 2학년 때 놀러간 도쿄 디즈니 랜드에서 스카웃됐으며, 1988년 4월 드라마 《꽃의 아스카 조직》으로 데뷔했다.
1994년 첫 연속 드라마 주연작 《나츠코의 술》을 시작으로 이후에도 주연을 맡은 게츠쿠 《여동생이여》 (1994년), 《퓨어》 (1996년), 《버진 로드》 (1997년) 등이 높은 시청률을 기록했다.
1995년 11월에는 《나츠코의 술》에 같이 출연한 배우 하기와라 마사토와 결혼, 1999년에 첫 아이를 출산하지만 2003년 7월 이혼했다.

## 출연 작품

### 드라마
- 1988년 《꽃의 아스카 조직》
- 1989년 《서로 사랑하고있나!》
- 1990년 《멋진 짝사랑》
- 1991년 《러브스토리는 갑자기》
- 1991년 《결혼하고싶은 남자들》
- 1991년 《기묘한 이야기》
- 1994년 《나츠코의 술》
- 1994년 《여동생이여》
- 1996년 《퓨어》
- 1997년 《버진 로드》
- 2000년 《프렌즈》
- 2000년 《세상에서 가장 더운 여름》
- 2002년 《퍼스트 러브》
- 2003년 《무사시 MUSASHI》 - 오린 역
- 2003년 《동물병원 선생님》
- 2004년 《최후의 추신구라》
- 2005년 《사랑에 빠지면: 나의 성공 비밀》
- 2005년 《사랑의 노래》
- 2006년 《공명의 갈림길》 - 오노 역
- 2006년 《쓰레기 변호사》
- 2006년 《네가 빛을 주었어》
- 2007년 《백호대》
- 2007년 《신부와 아빠》
- 2009년 《불모지대》 - 이키 요시코 역
- 2010년 《우리집의 역사》
- 2012년 《타이라노 키요모리》 - 무네코 → 이케노젠니 역
- 2012년 《다시 한 번 더 너에게 프로포즈》
- 2012년 《더블 페이스 잠입 수사편》
- 2012년 《더블 페이스 위장 경찰편》
- 2015년 《데이트~사랑이란 어떤 것일까~》 - 야부시타 사요코 역

### 영화
- 1990년 《나와 우리들의 여름》
- 1991년 《아들》
- 2004년 《녹차의 맛》
- 2006년 《일본 침몰》
- 2007년 《그 때는 그녀에게 안부 전해줘》
- 2010년 《오오쿠》 - 가노 히사미치 역
- 2018년 《너의 췌장을 먹고 싶어》 - 사쿠라 어머니 역 (목소리)